# Habronyx severini
Habronyx severini là một loài tò vò trong họ Ichneumonidae.